# Atractaspis andersonii
Espèce
Synonymes
- Atractaspis microlepidota andersonii 
Boulenger, 1905

Statut de conservation UICN

 LC  : Préoccupation mineure
Atractaspis andersonii est une espèce de serpents de la famille des Lamprophiidae.

## Répartition
Cette espèce se rencontre dans le sud-ouest de l'Arabie saoudite et à Oman.

## Description
C'est un serpent venimeux.

## Taxinomie
Cette espèce a longtemps été considérée comme une sous-espèce d'Atractaspis microlepidota.

## Étymologie
Cette espèce a été nommée en l'honneur de John Anderson.

## Publication originale
- Boulenger, 1905 : Descriptions of Three new Snakes discovered in South Arabia by Mr. G. W. Bury. Annals and Magazine of Natural History, sér. 7, vol. 16, p. 178-180 (texte intégral).